# مودروشكو رييشكا (مقاطعة)
مقاطعة مودروشكو رييشكا (بالكرواتية: Modruško-riječka županija، وبالمجرية: Modrus-Fiume vármegye)، كانت مقاطعة سابقة ضمن المملكة الكرواتية السلافونية؛ والتي كانت ضمن الجزء المجري ضمن الإمبراطورية النمساوية المجرية.